# Nanqi (Wuxi) Soyat Automobile

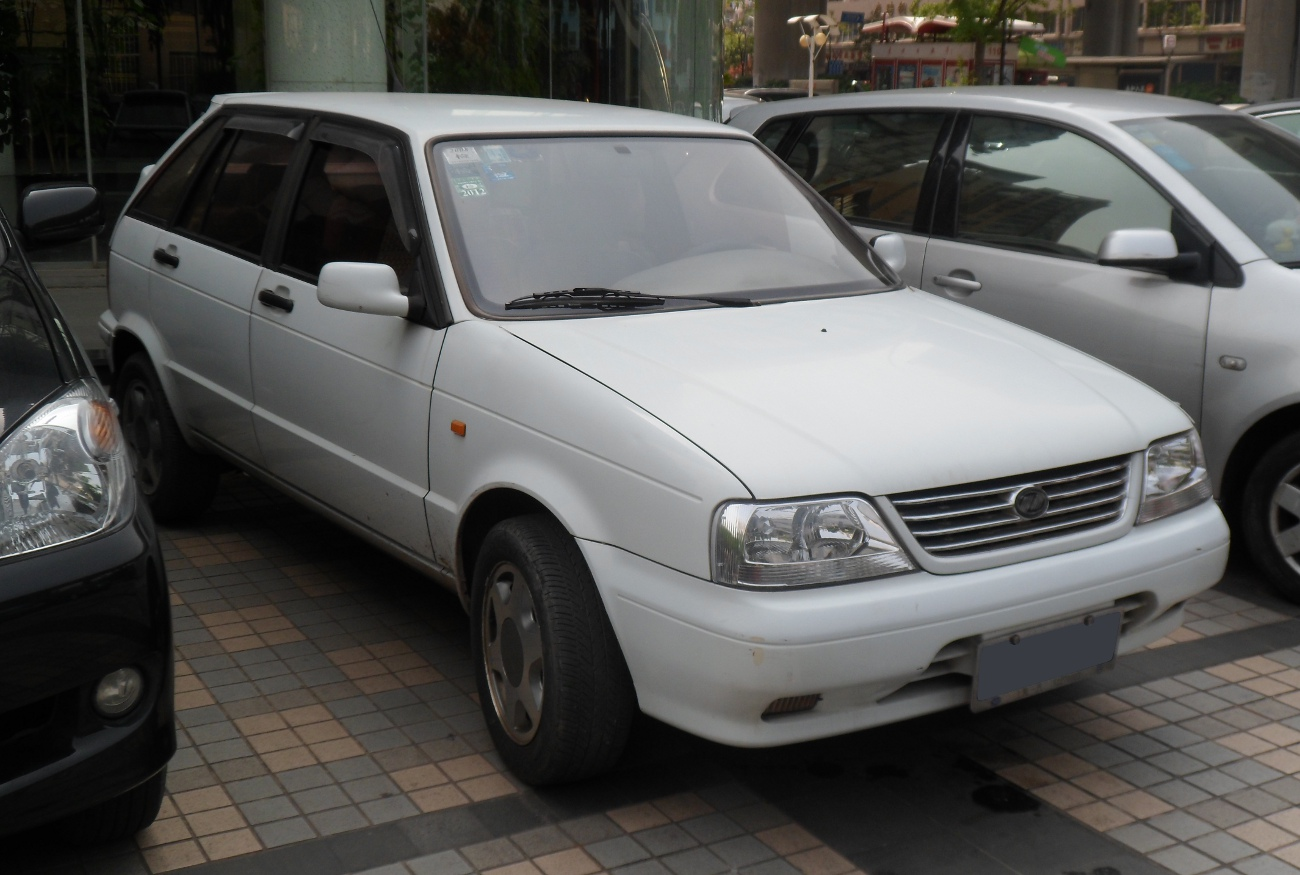
Nanjing Soyat

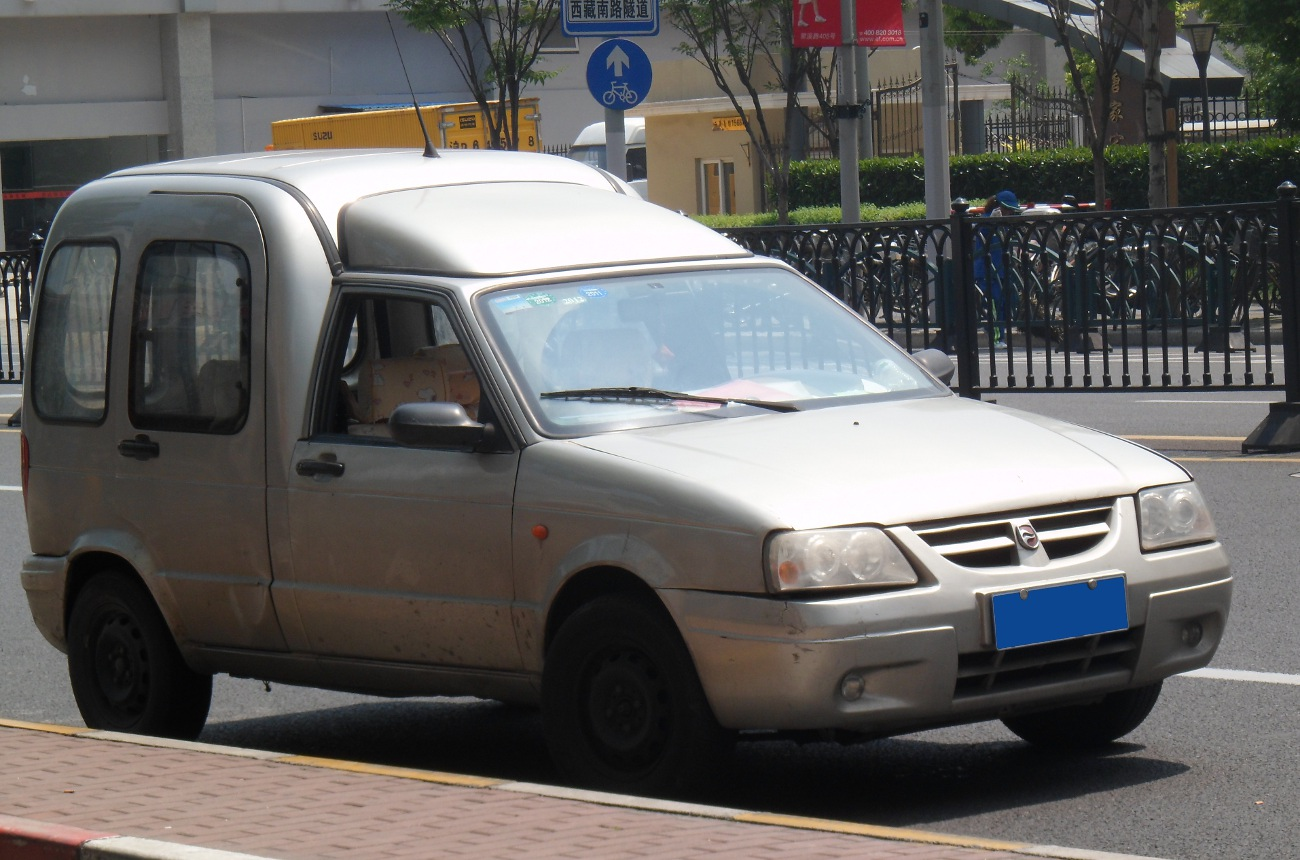
Nanjing Soyat als Kastenwagen

Nanqi (Wuxi) Soyat Automobile Co. Ltd. war ein Hersteller von Automobilen aus der Volksrepublik China.

## Unternehmensgeschichte
Im März 2004 gründeten Nanjing Automobile Group und die Telefongesellschaft Ningbo Bird ein Unternehmen in Wuxi. Sie übernahmen von Nanjing Fiat Automobile die Produktion eines Modells. Der Markenname dafür lautete Nanjing Soyat. Ningbo Bird verließ das Unternehmen 2005. Die Nanjing Group vereinigte daraufhin das Unternehmen mit Yuejin Motor aus Nanjing. Die Telefongesellschaft Amoi war ebenfalls beteiligt, zog sich aber bereits 2005 aus dem Unternehmen zurück. 2008 endete die Produktion der Marke. Als Grund für das Produktionsende wird die Übernahme der Nanjing Group durch SAIC Motor angegeben.

## Fahrzeuge
Die Modelle basierten auf dem Seat Ibiza der ersten Generation. Der NJ 7150 Xinyatu war eine Kombilimousine. Vierzylindermotoren mit wahlweise 1342 cm³ Hubraum oder 1461 cm³ Hubraum und 63 kW bis 65 kW trieben die Fahrzeuge an.  Von diesem Modell entstanden 2006 544 Fahrzeuge und 2007 382 Fahrzeuge.
Daneben gab es den Kastenwagen NJ 6400 E 1 mit den gleichen Motoren. Das Unternehmen stellte hiervon 468 Fahrzeuge im Jahre 2006 sowie 327 Fahrzeuge im Folgejahr her.

## Produktionszahlen
| Jahr | Produktionszahl | Quelle |
| ---- | --------------- | ------ |
| 2004 | 4621            | [ 5 ]  |
| 2005 | 3570            | [ 2 ]  |
| 2006 | 1134            | [ 2 ]  |
| 2007 | 2893            | [ 2 ]  |